# رضوان (خازن الجنة)

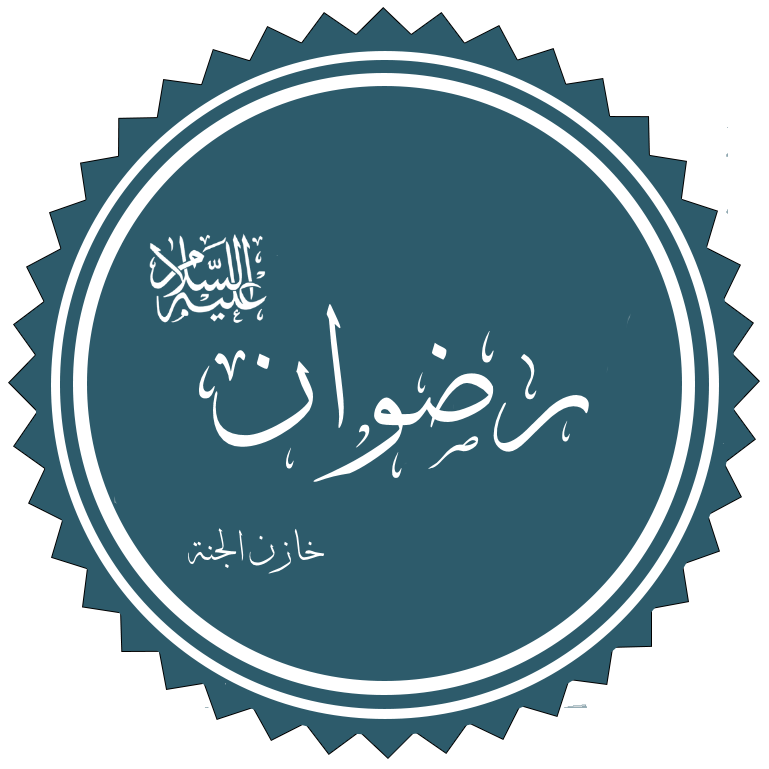
تخطيط رضوان عليه السلام

رضوان خازن الجنة بحسب اعتقاد المسلمين هو الملَك المُكلّف بالجنة، ويُسمّى «خازن الجنة»، ورد اسمه في السنة النبوية من الأحاديث الصحيحة.

## رضوان خازن الجنة في السنة النبوية
- حديث أنس عند ابن حبان في المجروحين، وابن عدي في الكامل، والعقيلي: أن النبي صلى الله عليه وسلم قال: «إذا كان أول ليلة من رمضان نادى الله رضوان خازن الجنة فيقول: نَجِّد جنتي، وزينها للصائمين...».

- وحديث أبي بن كعب عن القضاعي في مسند الشهاب وهو حديث طويل وفيه: «... وأيما مسلم قرأ يس وهو في سكرات الموت لم يقبض ملك الموت روحه حتى يجيئه رضوان خازن الجنة بشربة من الجنة فيشربها وهو على فراشه، فيقبض ملك الموت روحه وهو ريان...».[1]

## طالع كذلك
- الملائكة في الإسلام
- مالك (خازن النار)
- الجنة في الإسلام